# Wassili Dmitrijewitsch Jermolin
Wassili Dmitrijewitsch Jermolin (russisch Василий Дмитриевич Ермолин; * zwischen 1415 und 1418; † zwischen 1481 und 1485) war ein russischer Kaufmann, Architekt und Bildhauer.

## Leben
Jermolin gehörte zu einer der reichsten Moskauer Kaufmannsfamilien seiner Zeit. Die Jermolins gehörten zu den Suroschki-Gästen, d. h. den Kaufleuten der Suroschki-Reihe, die mit Waren der Länder des Ostens handelten. Jermolins Vater Dmitri Jermolin wurde der Mönch Dionis im Dreifaltigkeitskloster von Sergijew Possad. Der Großvater Jermola Waskin war als Mönch Jefrem Vorsteher des Moskauer Andronikow-Klosters geworden.
1462 erhielt Jermolin den Auftrag für die Erneuerung der weißen Steinmauer des Moskauer Kreml zwischen dem Borowizki-Turm und dem Wasserzugturm. Dazu baute er am Erlösertor die Torkirche des Heiligen Athanasius.

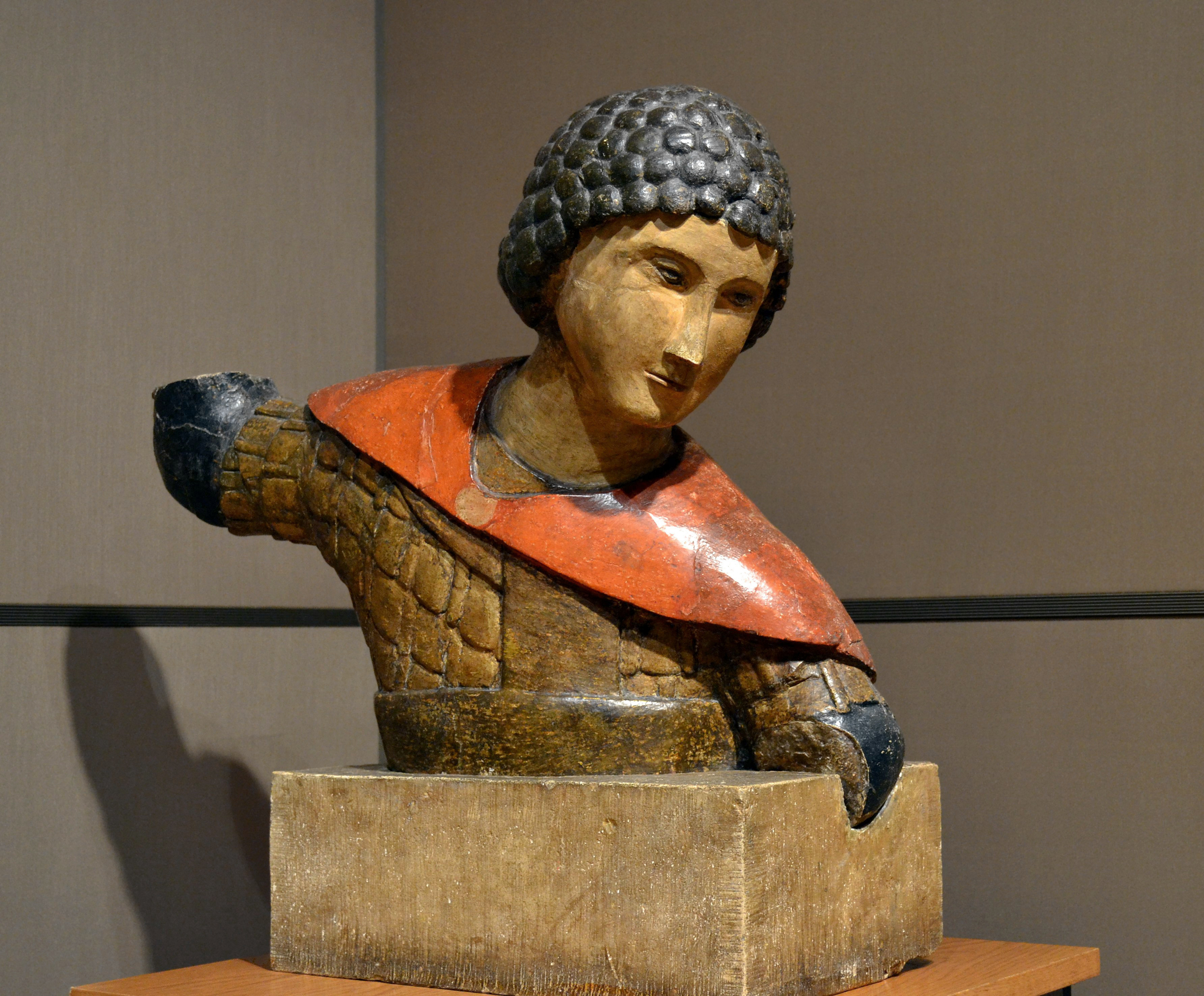
Heiliger Georg des Erlösertors (Holz)

1464 wurden unter Jermolins Leitung steinerne Verzierungen für das Erlösertor angefertigt und Statuen des Heiligen Georg und des Demetrios von Thessaloniki aufgestellt. Beim Umbau des Erlösertors wurden die Skulpturen entfernt. Fragmente befinden sich in der Tretjakow-Galerie.

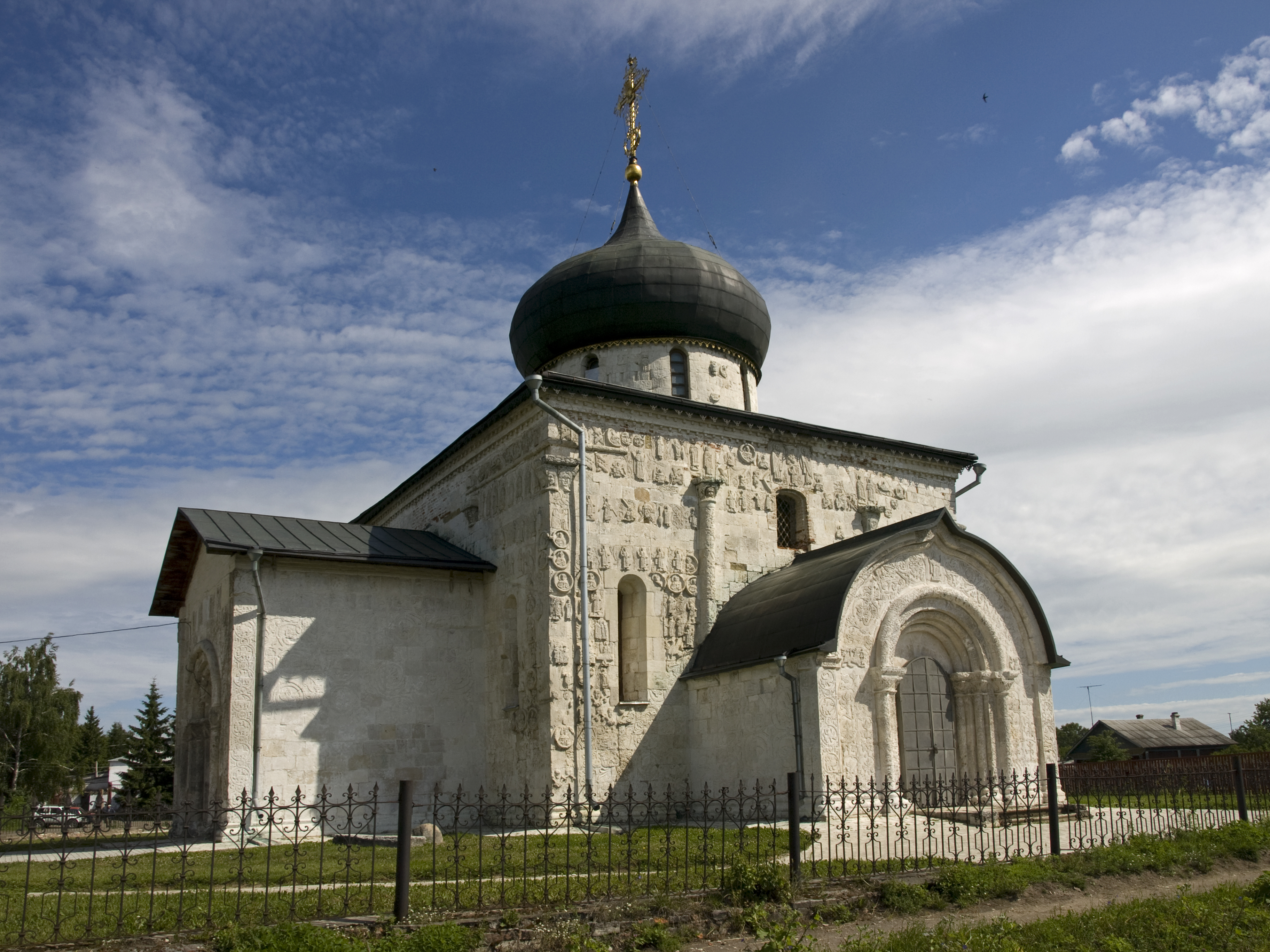
Georgskathedrale (Südseite), Jurjew-Polski

1467 restaurierte Jermolin die unvollendete und ausgebrannte Kathedrale des Himmelfahrtsklosters im Moskauer Kreml. 1469 baute er für das Dreifaltigkeitskloster von Sergijew Possad ein Refektorium und ein Küchenhaus (am Ende des 17. Jahrhunderts abgerissen). Im selben Jahr baute er die Torkirche des Goldenen Tores in Wladimir um.
1471 baute Jermolin auf Anordnung Großfürst Iwans III. die eingestürzte Georgskathedrale in Jurjew-Polski wieder auf. Dazu benutzte er die Steine und Skulpturteile der alten Kathedrale, die mangels genauer Pläne der alten Kathedrale nicht in der originalen Anordnung eingebaut wurden. Diese Kathedrale ist das einzige bis heute erhaltene Werk Jermolins.